# Milésimo
Un milésimo o una milésima (0,001) es igual a la repartición de una unidad en mil de partes iguales. Es expresado como el factor 10-3 y con la fracción 1 / 1.000. En el Sistema Internacional de Unidades se representa con el prefijo «mili-» y la letra m.
| {\displaystyle Un\ mil{\acute {e}}simo=10^{-3}=0,\ 001\,} |

El milésimo y la milésima también expresan el valor de mil en la numeración ordinal (1000.º y 1000.ª, respectivamente); precedidos por la posición noningentésima nonagésima novena (999.ª) y sucedidos por la posición milésima primera (1001.ª).